# Harald Sohlman

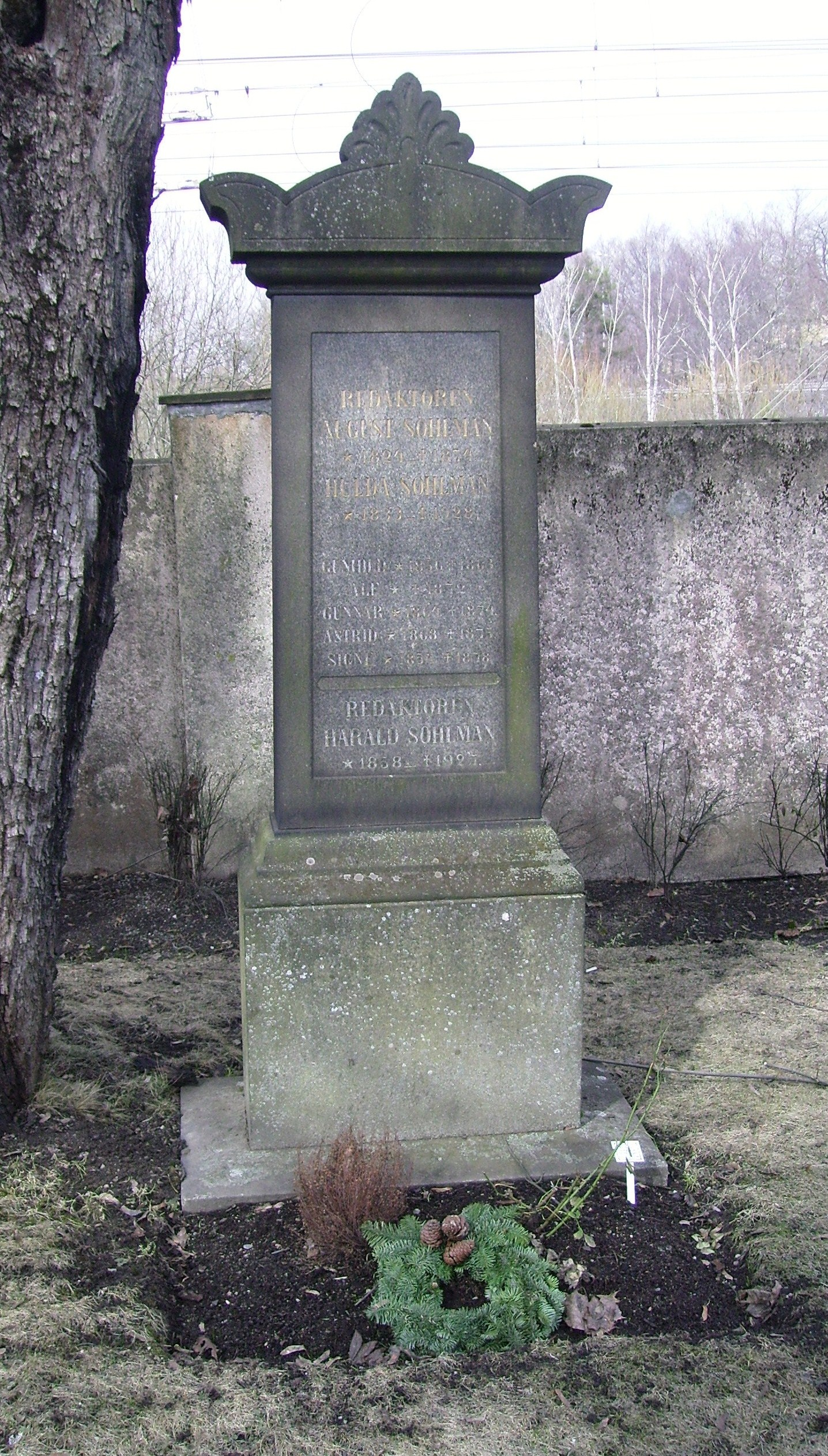
Harald Sohlmans gravvård på Huddinge kyrkogård

Harald Sohlman, född 24 januari 1858 i Hovförsamlingen, Stockholm, död 1 maj 1927 i Kungsholms församling, Stockholm, var en svensk publicist.

## Tidningsmannen
Han var son till redaktören August Sohlman och Hulda Sandeberg. Sohlman genomgick Beskowska skolan och avlade mogenhetsexamen 1877 i Stockholm och påbörjade sina studier i Uppsala. År 1886 avlade han juris utriusque kandidatexamen vid Uppsala universitet. Där gjorde han sig känd som frisinnad, bland annat som en av stiftarna av studentföreningen Verdandi. År 1886 var han extra ordinarie notarie vid Stockholms rådhusrätt och 1889 vid Svea hovrätt. Mellan 1889 och 1890 genomförde han föreläsningar i lagkunskap vid Stockholms arbetarförening.
År 1886 blev Sohlman medarbetare på Aftonbladet. Han hade två släktband med tidningen: dels var han son till den föregående redaktören, dels kusinson till Aftonbladets ordförande för styrelsen, J.W. Smitt. Upplagan vid hans tillträde som chefredaktör var 13 000. Åren 1890–1921 var han alltså tidningens chefredaktör och ansvarige utgivare; åren 1896–1912 var han även chefredaktör för Dagen. År 1907 övergick Aftonbladet från det äkta paret Gustaf Retzius och Anna Hierta-Retzius ägo till bröderna Harald och Arvid Sohlman. Harald lovade Retzius att verka för fosterlandets väl och mot socialismen. Från 1907 var han ordförande i Svenska telegrafbyrån; han var även mångårig ordförande i Publicistklubben. 
Han gjorde Aftonbladet till en av de ledande liberala tidningarna under slutet av 1800-talet och början av 1900-talet. Mellan 1892–1905 var han ordförande i Föreningen mot livsmedelstullar. (Under tullstriden var han aggressiv motståndare till protektionisterna.) Aftonbladet betraktades som politiskt organ för Staaffs första ministär (1905–1906). På grund av sitt brinnande intresse för försvarsfrågan och motvilja mot socialismen fördes han så småningom högerut på den politiska skalan. På grund av sin ovänliga attityd gentemot Norges självständighetsambitioner fick han ingen inbjudan att ansluta sig till Vänsterpressföreningen. Speciellt mellan Dagens Nyheter och Aftonbladet utväxlades skarpa ord på ledarplats. Å andra sidan inviterades inte heller socialdemokratiska redaktörer. Efter unionskrisen blev tidningen alltmer nationalistiskt under Sohlmans redaktörskap. Han förespråkade ett proportionellt valsystem, när majoritetsval i enmansvalkretsar blivit den liberala partiledningens linje. Efter Staaffs återkomst 1911, under intryck av de politiska kontroverserna våren 1914 lämnade han Frisinnade landsföreningen och stödde i fortsättningen högern. 
Harald Sohlman var ordförande i Stockholms skytteförbund 1907–1916 och vice ordförande i Stockholms landstormsförbund 1912–1926. År 1912 tog han initiativ till de nordiska huvudstadstävlingarna i skytte.
1915, under första världskriget, sålde han och broder Arvid Sohlman tidningen till tyskarna för att ge dem möjlighet att bedriva propaganda i Sverige för Tysklands sak. Bröderna Sohlman pantsatte helt enkelt sina aktier mot en stor summa pengar. Kontraktet hölls länge hemligt. K.A. Wallenberg och Torvald Höjer, chefen för UD:s pressbyrå, tog kontakt med bland andra Sohlman med kritik mot artiklar där man utpekat Ryssland och tsaren som de som startat kriget.  Tidningen var under Sohlmans tid också ett organ för Finlandsvänliga krafter fr.o.m. russificeringen. Han erhöll Frihetskorset av andra klass 1918. År 1921 återkom Aftonbladet och Dagen i svenska intressenters händer.
Sedan 1917 var han gift med Magda Leidesdorff i hennes andra äktenskap. 
Ironiskt nog avled han den 1 maj, då han störtade från sin balkong på femte våningen, då detta datum är arbetarnas stora demonstrationsdag. Hans gravvård återfinns på Huddinge kyrkogård sydväst om Stockholm.
Erik Palmstierna karakteriserar honom:
| ”                         | Sohlman föreföll kvarglömd sedan 60-talet. Klangpatriot och gillesbroder, skyttevän, och allt vad arbetaren innefattade under begreppet 'bracka', men en stor och harmlös hedersman. | „ |
| – Palmstierna 1950, s. 92 | |   |

## Filmografi
- 1911 – Hon fick platsen eller Exkonung Manuel i Stockholm